# 5143 Heracles
Az 5143 Heracles (ideiglenes jelöléssel 1991 VL) egy földközeli kisbolygó. Carolyn Shoemaker fedezte fel 1991. november 7-én.